# Niphargus altagahizi
Niphargus altagahizi is een vlokreeftensoort uit de familie van de Niphargidae. De wetenschappelijke naam van de soort is voor het eerst geldig gepubliceerd in 1973 door Alouf.